# Dominique G. Homberger
Dominique Gabrielle Homberger (* 10. April 1948 in Zürich) ist eine schweizerisch-US-amerikanische Zoologin und Ornithologin.

## Leben
Homberger legte ihre erste propädeutische Prüfung im Jahr 1967 an der Université de Neuchätel ab, wo ihr Interesse für Zoologie und Botanik gestärkt wurde. Das zweite Propädeutikum absolvierte sie an der veterinärmedizinischen Fakultät der Universität Zürich, wo sie 1972 ihren Master-Abschluss machte. 1976 wurde sie an derselben Universität zum Doktor promoviert.
Von 1972 bis 1975 lehrte Homberger in einer Schule für blinde Erwachsene in Zürich. Von 1972 bis 1976 war sie Assistentin am Zoologischen Museum der Universität Zürich. Von 1977 bis 1979 arbeitete sie als Stipendiatin an der Abteilung für Biowissenschaften der Columbia University und als Gastwissenschaftlerin am American Museum of Natural History. 1979 wurde sie wissenschaftliche Mitarbeiterin am Louisiana Museum of Natural History. Im selben Jahr wurde sie Assistenzprofessorin und seit 1991 ist sie Professorin für Vergleichende Anatomie an der Abteilung für Wissenschaften der Louisiana State University. 
Hombergers Forschungsinteressen umfassen die vergleichende, funktionelle und ökologische Morphologie des Kieferapparates von Vögeln, Alligatoren, Haien und Säugetieren, das Nahrungsaufnahme- und Trinkverhalten von Vögeln, die biomechanische Analyse komplexer anatomischer Systeme, die Systematik, Phylogenie und Biogeographie der Vögel, theoretische Grundlagen sowie Methoden der phylogenetischen Rekonstruktion und Funktionsmorphologie. Sie befasste sich mit der Schnabel- und Zungenmorphologie von Papageien und den damit zusammenhängenden Verhaltens- und Bewegungsweisen.
1992 war Homberger Co-Herausgeberin der achten Auflage des Handbuchs Vertebrate Dissection von Warren F. Walker, dessen erste Auflage 1957 veröffentlicht wurde.
Homberger ist Mitglied der American Association for Anatomy, der American Ornithological Society, der Society for Integrative and Comparative Biology, wo sie von 1996 bis 1997 Sekretärin war, der American Association of University Professors, der American Federation of Aviculture, der Association for Women in Science, der Association for Parrot Conservation, des British Ornithologists’ Club, der British Ornithologists’ Union, der Cooper Ornithological Society, der Deutschen Ornithologen-Gesellschaft, der International Society of Vertebrate Morphologists, der New York Academy of Sciences, bei Sigma Xi, der Society of Avian Paleontology and Evolution, der  Society of Systematic Biologists, der Society of Vertebrate Paleontology, der Wilson Ornithological Society, Ehrenmitglied der Linnean Society of New York sowie Mitglied der American Association for the Advancement of Science. 2018 wurde sie in Toronto zur ständigen Sekretärin der International Ornithologists’ Union gewählt, wo sie im August 2022 als Präsidentin den 28. International Ornithological Congress leitete.

## Privates
Homberger ist seit 1985 mit dem indischstämmigen Physikprofessor Ravi Prakesh Rau von der Louisiana State University verheiratet. Sie haben zwei Söhne.

## Auszeichnungen
Homberger erhielt 1988 den Erwin-Stresemann-Preis der Deutschen Ornithologen-Gesellschaft für ihre Arbeit Funktionell-morphologische Untersuchungen zur Radiation der Ernährungs- und Trinkmethoden der Papageien (Psittaci).

## Schriften (Auswahl)
- Funktionell-morphologische Untersuchungen zur Radiation der Ernährungs- und Trinkmethoden der Papageien, 1980
- The Lingual Apparatus of the African Grey Parrot, Psittacus Erithacus Linne (Aves: Psittacidae): Description and Theoretical Mechanical Analysis In: Ornithological Monographs No. 39, 1986
- (mit Warren F. Walker): Vertebrate Dissection, 8. Auflage, 1992 (9. Auflage im Jahr 2003)
- (mit Warren F. Walker): A Study of the Cat With Reference to Human Beings, 1993
- (mit Warren F. Walker): Anatomy and Dissection of the Fetal Pig, 1997
- (mit Warren F. Walker): Anatomy and Dissection of the Rat, 1997
- (mit Warren F. Walker): Anatomy and Dissection of the Frog, 1998